# Ungeschlechtliche Vermehrung
Unter ungeschlechtlicher oder asexueller Vermehrung versteht man eine Reproduktion von Lebewesen mit Erhöhung der Individuenzahl, bei der die Nachkommen ausschließlich die Gene allein eines Vorfahrens enthalten und dies – abgesehen von Mutationen – in identischer Kopie. Synonyme Bezeichnungen sind Monogonie (von altgriechisch μόνος monos ‚allein, einzig‘ und γονή gonē ‚Erzeugung, Geburt‘) oder Agamogonie (γάμος gamos ‚Heirat, Ehe‘).
Die Ausdrücke ungeschlechtliche und asexuelle Fortpflanzung lassen offen, ob bei der Fortpflanzung die Anzahl der Individuen wächst.

## Mechanismen
Entscheidendes Merkmal der ungeschlechtlichen Vermehrung ist es, dass die Nachkommen nicht aus Geschlechtszellen und ohne Rekombination entstehen. Bei der geschlechtlichen Fortpflanzung dagegen werden über die Meiose Geschlechtszellen mit reduzierten und rekombinierten Chromosomensätzen gebildet und die aus einer Befruchtung mit anschließender Karyogamie hervorgehenden Nachkommen haben Gene von beiden Elternteilen erhalten.
Nicht zur ungeschlechtlichen Vermehrung gehören die Selbstbefruchtung bei manchen Zwittern, insbesondere Pflanzen. Hierbei erhalten die Nachkommen ihre Gene zwar nur von einem Elter, aber dennoch rekombiniert. Die Parthenogenese (eingeschlechtliche Fortpflanzung) gehört je nach Subtyp entweder zur ungeschlechtlichen Fortpflanzung (siehe auch Apomixis) oder zur geschlechtlichen Fortpflanzung (Automixis).
Der Hauptvorteil der ungeschlechtlichen Vermehrung gegenüber der geschlechtlichen Fortpflanzung besteht darin, dass die Nachkommen weitestgehend genetisch identisch sind (nur intrachromosomale Rekombination). Vorteilhafte Genkombinationen oder solche, bei denen keine geregelte Meiose möglich ist (siehe Polyploidie), können so erhalten werden. Außerdem entfällt bei der ungeschlechtlichen Vermehrung, genau wie bei der Selbstbefruchtung, die mitunter zeitintensive und ressourcenverbrauchende Suche nach Sexualpartnern.
Der Nachteil der ungeschlechtlichen Vermehrung gegenüber der geschlechtlichen Fortpflanzung besteht ebenfalls darin, dass keine interchromosomale Rekombination stattfindet, also kein Austausch von Erbmaterial. Dies verhindert eine Neuentstehung von möglicherweise vorteilhaften Genkombinationen. Nur wenige Eukaryoten verzichten darum ganz auf geschlechtliche Fortpflanzung. Die Prokaryoten, die sich nur ungeschlechtlich vermehren können, haben das Problem der Rekombination anderweitig gelöst (siehe horizontaler Gentransfer).

## Natürliche Beispiele
Ungeschlechtliche Vermehrung ist bei Lebewesen aus verschiedenen systematischen Einheiten zu finden.
- Quer- oder Längsteilung der Zellen bei Einzellern, z. B. bei Archaeen, Bakterien und einzelligen Algen
- Zytogonie, Abschnürung von Tochterzellen von einer Mutterzelle bei Protozoen
- Schizogonie, Zerfall einer Zelle in viele Zellen bei einigen Protozoen
- Sprossung und Abschnürung bei Hefen
- Teilen von Pilzfäden (Hyphen) – so findet die Ansteckung mit Fußpilzen in Schwimmbädern statt
- Schimmelpilze bilden durch Mitose Sporen, die als Enden von Pilzhyphen erkennbar sind (Konidien)
- Sporen der Sporenpflanzen (Moose und Farne)
- Pollenmutterzelle und Embryosackmutterzelle der Samenpflanzen
- Ausläufer oder Brutknospen bei Pflanzen
- Bei Höheren Pflanzen kann man sogenannte Stecklinge durch mehrtägiges Feuchthalten von Blättern bzw. Zweigen erzeugen
- Kartoffeln bilden unterirdische Sprossknollen, Dahlien und Scharbockskraut bilden Wurzelknollen – aus den Knollen wächst dann in der folgenden Wachstumsperiode eine neue Pflanze
- Wenige Ringelwurmarten werfen Körpersegmente ab, aus denen neue Würmer wachsen
- Die Polyembryonie kann zur Entstehung von eineiigen Zwillingen nach der geschlechtlichen Fortpflanzung führen
- Die Erzeugung induzierter pluripotenter Stammzellen und der somatische Zellkerntransfer sind künstliche Methoden zur ungeschlechtlichen Erzeugung von Embryonen. Dagegen erfordert die künstliche Befruchtung noch eine Meiose in den Gameten beider Spender und besitzt somit noch wesentliche Merkmale der geschlechtlichen Vermehrung.

## Künstliche Beispiele
Eine ungeschlechtliche Vermehrung kann im Labor durch somatischen Zellkerntransfer (Übertragung eines Zellkerns in eine Eizelle), durch zwei maternale Genomkopien in einer Eizelle oder durch Vereinigung aus Stammzellen erzeugter Spermien mit Eizellen.

## Evolution
Die ersten entstandenen Lebewesen pflanzten sich ungeschlechtlich fort. Erst im späten Proterozoikum (vor etwa 700–800 Millionen Jahren) trat geschlechtliche Fortpflanzung auf. Mit dieser Entwicklung ging das Entstehen vieler neuer Lebensformen einher. Man vermutet daher, dass die Vielfalt der Lebewesen auf der Erde erst durch die Entstehung der geschlechtlichen Fortpflanzung möglich wurde.